# ساندرا دالبيرغ
ساندرا دالبيرغ (بالسويدية: Sandra Dahlberg)‏ هي مغنية سويدية، ولدت في 13 مارس 1979 في Klimpfjäll ‏ في السويد.

## وصلات خارجية
- ساندرا دالبيرغ على موقع IMDb (الإنجليزية)
- ساندرا دالبيرغ على موقع ميوزك برينز (الإنجليزية)
- ساندرا دالبيرغ على موقع أول ميوزيك (الإنجليزية)
- ساندرا دالبيرغ على موقع ديسكوغز (الإنجليزية)